# I. e. 30
Évszázadok: i. e. 2. század – i. e. 1. század – 1. század
Évtizedek: i. e. 80-as évek – i. e. 70-es évek – i. e. 60-as évek – i. e. 50-es évek – i. e. 40-es évek – i. e. 30-as évek – i. e. 20-as évek – i. e. 10-es évek – i. e. 1-es évek – 1-es évek – 10-es évek
Évek: i. e. 35 – i. e. 34 – i. e. 33 – i. e. 32 –  i. e. 31 – i. e. 30 – i. e. 29 – i. e. 28 – i. e. 27 – i. e. 26 – i. e. 25

## Események

### Róma
- Caius Julius Caesar Octavianust (negyedszer) és Marcus Licinius Crassust választják consulnak.
- Mivel a tárgyalások Kleopátrával nem vezetnek eredményre, Octavianus megindítja légióit Görögországból, Kis-Ázsiába, majd Szíriába. Útközben Rodoszon a korábban Marcus Antonius hívének számító Heródes júdeai király járul elé, hűséget esküszik neki és rendelkezésére bocsájtja hadseregét.
- Octavianus hadvezére, Caius Cornelius Gallus partra száll Cyrenaicában és elfoglalja Paraetonium kikötőjét. Antonius ostrom alá veszi a várost, majd maradék haderejével, 7 légióval inkább visszatér Egyiptomba, ahol megtudja, hogy a keleti határerőd, Pelusium ellenállás nélkül megadta magát Octavianusnak.
- Octavianus ostrom alá veszi Alexandriát. Antonius egy kitörés során kisebb sikert ér el és megfutamítja a támadókat, de másnap flottája és katonái átállnak Octavianushoz.
- Augusztus 1. - Kleopátra bezárkózik a sírboltjába. Antonius azt hiszi hogy meghalt, ezért kardjával mellbe szúrja magát, hogy öngyilkos legyen. Haldoklása közben megtalálja Kleopátra szolgája, aki elmondja hogy a királynő él, elviszi hozzá a súlyosan sebesült Antoniust, aki Kleopátra karjaiban hal meg.
- Octavianus elfoglalja Alexandriát. Egyiptom elveszti függetlenségét, római provincia lesz belőle. Első helytartója Cornelius Gallus. Az utolsó hellenisztikus kultúrájú állam bukásával véget ér a hellenisztikus korszak.
- Augusztus 12. - Kleopátra egy mérgeskígyóval megmaratva magát öngyilkos lesz, elkerülve azt a megaláztatást, hogy Octavianus diadalmenetében felvonultassák.
- Octavianus kivégezteti Caesariont (Kleopátra és Caesar fiát) és Antyllust (Antonius legidősebb fiát), de Antonius és Kleopátra többi gyermekét megkíméli és saját háztartásában nevelteti fel őket.
- Heródes összeesküvéssel vádolja és kivégezteti a Hasmóneus-ház utolsó tagját, a 80 éves II. Hürkanoszt.

## Halálozások
- Marcus Antonius, római politikus és hadvezér.
- VII. Kleopátra, egyiptomi királynő.
- Marcus Antonius Antyllus, Marcus Antonius és Fulvia Antonia fia.
- Caesarion, VII. Kleopátra és Caesar fia.
- II. Hürkanosz, júdeai király

## Fordítás
- Ez a szócikk részben vagy egészben  a(z)   30 BC című angol Wikipédia-szócikk ezen változatának fordításán alapul.  Az eredeti cikk szerkesztőit annak laptörténete sorolja fel. Ez a jelzés csupán a megfogalmazás eredetét és a szerzői jogokat jelzi, nem szolgál a cikkben szereplő információk forrásmegjelöléseként.